# Battistini

Battistini is een metrostation in het stadsdeel municipio XIII van de Italiaanse hoofdstad Rome dat werd geopend op 1 januari 2000. 

## Ligging en inrichting
Het station is het westelijke eindpunt van A van de metro van Rome en ligt naast de Via Ennio Bonifazi bij het kruispunt met de Via Mattia Battistini. Het ondiep gelegen zuilenstation heeft een indeling die vergelijkbaar is met die van de metrostations onder de Via Tuscolana. De opzet is wel ruimer en de wanden zijn hier afgewerkt met rode, witte en grijze tegels in plaats van tufstenen platen. Deze betegeling is ook terug te vinden op de drie torentjes die boven de verdeelhal boven de grond uitsteken. Zowel ten noordwesten als ten zuidoosten van de perrons liggen overloopwissels waarmee de metro uit het centrum naar het andere spoor kan wisselen. Aan de noordwestkant loopt de tunnel nog door  onder de Via dei Monti del Primavalle. Hier liggen twee kopsporen en een overloopwissel van het westelijke naar het oostelijke spoor. In de normale dienst komen de metro's binnen op het oostelijke spoor en wordt dan om en om gestald op een van de kopsporen. De eerder gestalde metro wordt dan leeg voorgereden langs het westelijke perron voor de rit naar Anagnina.      

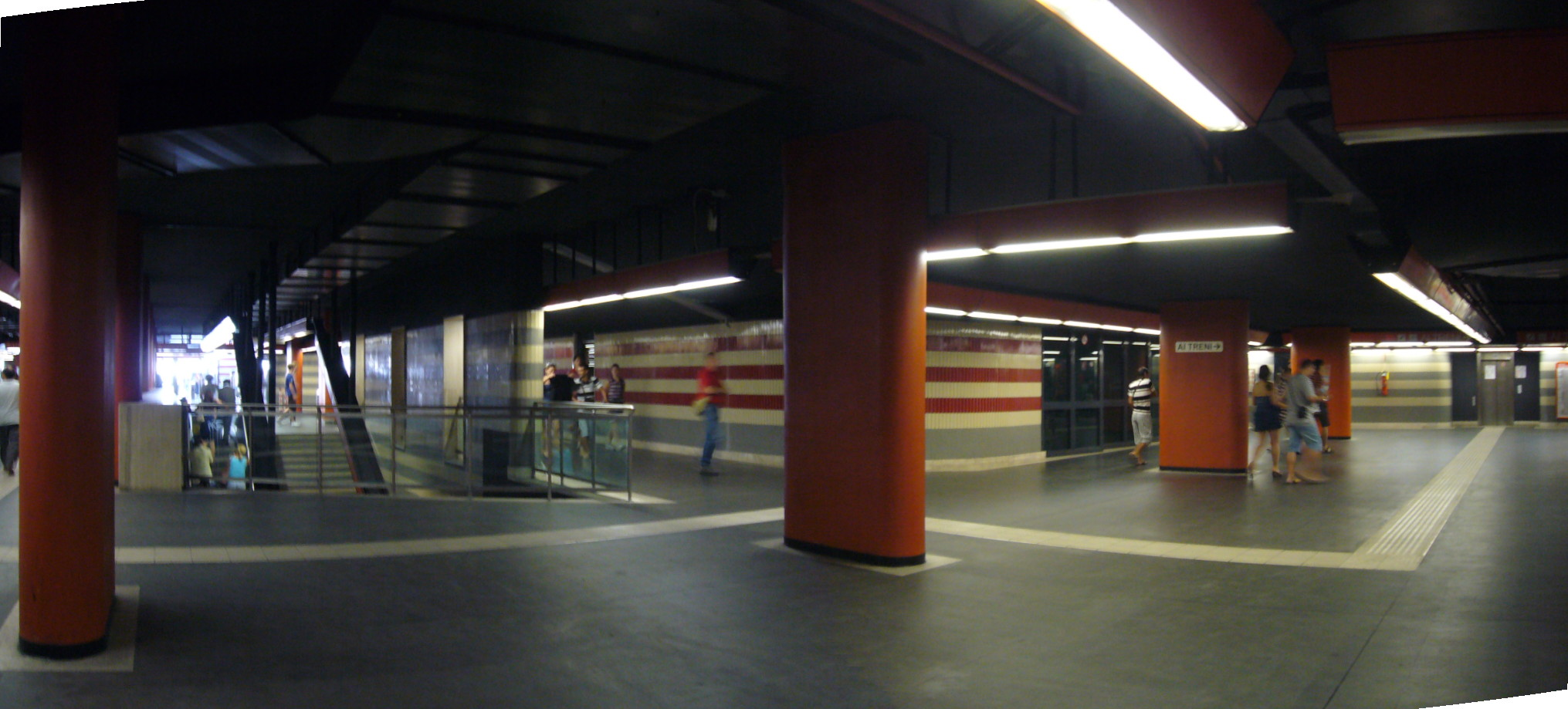
De verdeelhal
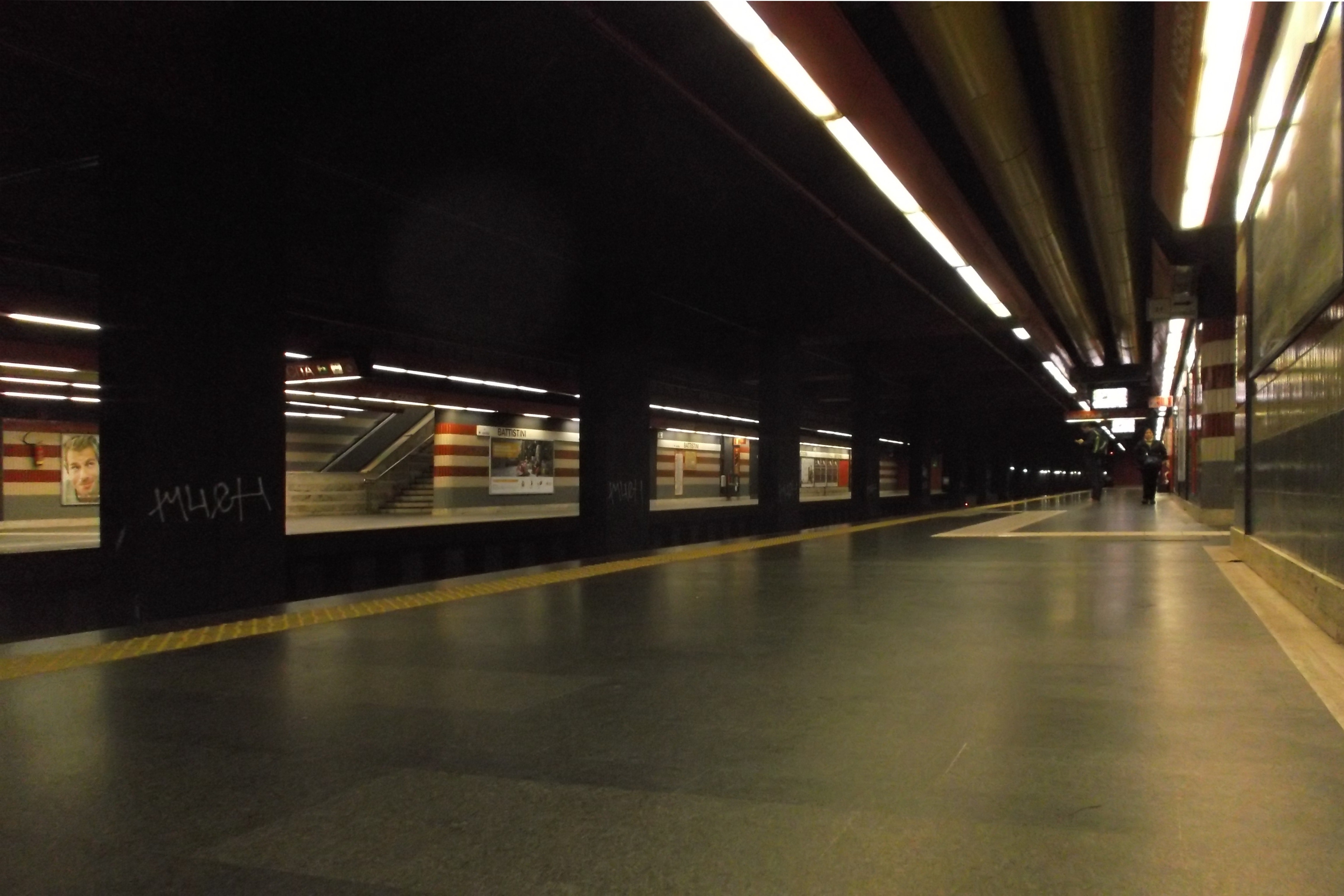
De perrons
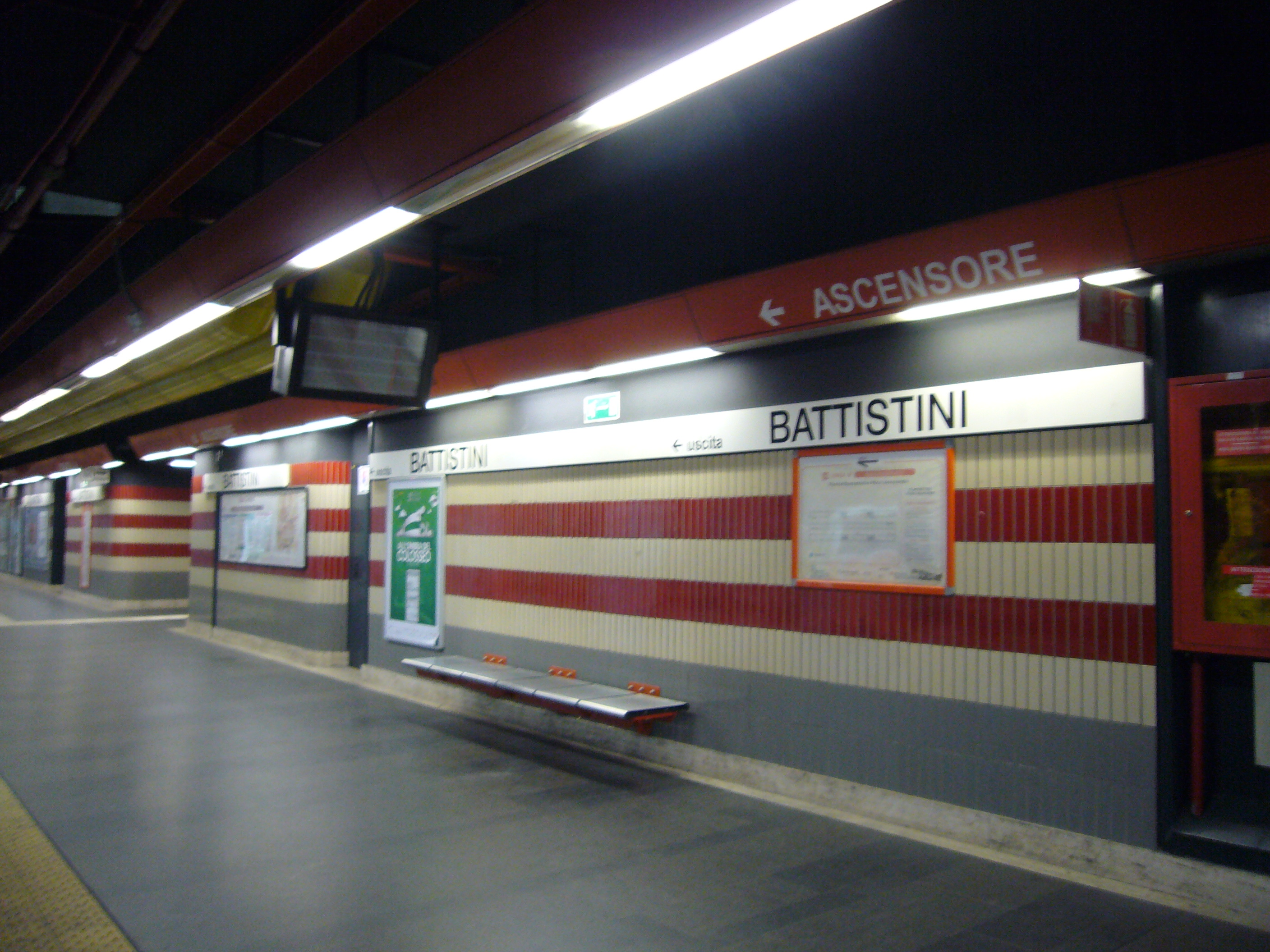
Een van de wanden langs het perron